# Acroporium microcladum
Acroporium microcladum är en bladmossart som beskrevs av B. C. Tan in B. C. Tan, A. C. Church och Windadri 1997. Acroporium microcladum ingår i släktet Acroporium och familjen Sematophyllaceae. Inga underarter finns listade i Catalogue of Life.